# 라말산
라말산(영어: ramalic acid)은 분자식이 C18H18O7인 유기 화합물이다. 라말산은 라말리나 폴리나리아(Ramalina pollinaria)와 같은 일부 지의류에서 2차 대사산물로 생성되며, 이 지의류의 이름에서 라말산이라는 이름이 붙여졌다. 라말산은 염료로 사용할 수 있다.

## 같이 보기
- 폴리페놀
- 지의류

## 더 읽을거리
- Koller, Georg; Pfeiffer, Gerhard (February 1933). “Über die Umbilikarsäure und die Ramalsäure”. 《Monatshefte für Chemie》 62 (1–2): 241–251. doi:10.1007/BF01518490. S2CID 105733398.